# Rimske ceste
Rimske ceste predstavljale su važan dio razvoja rimske države, od oko 500. pr. Kr. do vremena ekspanzije pod Republikom i Carstvom. Rimske ceste omogućile su Rimljanima kretanje vojski i trgovačkih dobara te prenošenje vijesti. Sustav rimskih cesta bio je dug više 400 000 km, od čega je preko 80 500 bilo popločano. Kad je Rim bio na vrhuncu moći, iz njega je vodilo najmanje 29 velikih vojnih cesta. U jednom je trenutku Rimsko Carstvo bilo podijeljeno u 113 provincija kroz koje su se pružale 372 velike ceste. Samo u Galiji je izgrađeno ili popločano 21 000 km cesta, a u Britaniji najmanje 4 000 km.
Rimljani su postali prilično vješti u izgradnji cesta, za koje su koristili izraz viae. Bile su namijenjene prijevozu materijala s jedne na drugu lokaciju. Na njima je bilo dozvoljeno hodati i goniti stoku, odnosno voziti različita vozila. Viae su se obično razlikovale od manjih cesta, koji su obično bili zemljani.
Mreža rimskih cesta bila je važna za održavanje stabilnosti i širenje Carstva. Legije su ih uspješno koristile, a neki od njih se koriste dan-danas, nekoliko tisućljeća kasnije. U kasnoj antici, su, međutim, te ceste doprinijele propasti Carstva jer su olakšavale prodor barbarima u njegovu dubinu.

## Vanjske poveznice
- Roman Roads
- Road Map  Arhivirana inačica izvorne stranice od 7. siječnja 2006. (Wayback Machine)
- Viae - Article by William Ramsay
- Traianus: Technical investigation of Roman public works  Arhivirana inačica izvorne stranice od 28. svibnja 2008. (Wayback Machine)
- Roman Roads in the Mediterranean
- Vias Romanas em Portugal (in Portuguese)  Arhivirana inačica izvorne stranice od 12. veljače 2021. (Wayback Machine)
- Augustine's Africa  Arhivirana inačica izvorne stranice od 8. prosinca 2005. (Wayback Machine)
- Pictures of Roman roads in the province of Raetia (German captions)